# Abe Goff
Abe McGregor Goff, ameriški pravnik, pedagog, častnik in politik, * 21. december 1899, Colfax, Washington, † 23. november 1984, Moscow, Idaho.
Med letoma 1947 in 1949 je bil kongresnik ZDA iz Idaha. 